# Све за љубав (ТВ серија из 1998)
Све за љубав (шп. Aunque me cueste la vida) венецуеланска је теленовела, продукцијске куће RCTV, снимана 1998.
У Србији је приказивана током 1999. и 2000. на ТВ Студио Б, а затим и на другим локалним телевизијама.

## Синопсис
На сеоском фестивалу Ноћи пуног месеца, мистериозна циганка предвиђа простудшној Терези Ларасабал да ће упонзати тројицу мушкараца, а чаролија звезданог праха указаће јој на то који ће јој од њих помоћи, који ће дати све од себе да је уништи, али и који ће бити љубав њеног живота.
Истовремено, у село се после двадесет година враћа Белхика, која презире Терезиног оца Теофила, из дна душе, јер ју је у младости оставио како би се оженио богаташицом Мартирио Конде. Белхика сада осећа само горчину и мржњу према човеку кога је некада волела. Она планира да искористи своје синове, Висентеа и Педра Арманда, да би му се осветила. Наиме, охола жена је наумила да Висенте заведе Теофилову млађу ћерку Хулију, док Педро мора да освоји Терезино срце. Њих двојица треба да сломе срца двеју девојака, баш онако како је Теофило учинио њиховој мајци. Ипак, све Белхикини планови падају у воду када се Висенте заљуби у Терезу, и тако изазове неумољиве магичне силе, оживљавајући проклетство које је пре сто година бачено на село. Тада је циганка коју је момак преварио са „белом женом“ бацила клетву, а она се преноси генерацијама - свака девојка која се у Ноћи пуног месеца заљуби уз помоћ звезданог праха, неће моћи да сједини своје тело са телом вољеног човека, јер ће он тада умрети.
Но проклетство није једино што стоји на путу Терезиној и Висентеовој срећи. Белхика такође не жели да они буду у вези, па ће, не презајући ни од чега изазваати опасан вртлог завођења и страсти, који ће се преплитати са њеном болесном жељом за осветом.
Тереза и Висенте пак одлучују да се супротставе и њој, али и судбини. Заједно ће закорачити у мрачне, језиве стазе Магичне Шуме, осветљене само месечином, која ће им помоћи да открију тајну чијом ће моћи разбити страшно проклетство. Судбина је изазвана, а двоје младих бориће се свим снагама да победе зле силе и униште читав век старе чини - макар их то коштало живота.

## Ликови
- Тереза (Роксана Дијаз) - карактерна, романтична и једноставна је жена. Одувек је желела да се осамостали, због чега је отворила радионицу у којој дизајнира дрвени намештај. Сензуална је, што привлачи пажњу људи, посебно мушкараца. На једној прослави циганка јој предвиђа судбину: магија ће јој донети љубав, али чини имају и „другу страну медаље“ - да би могла да буде срећна са човеком кога воли, мораће да разбије сто година старо проклетство.
- Висенте (Карлос Монтиља) - племенити човек који кроз живот иде са осмехом. Обожава природу и животиње. Када је љубав у питању, на том пољу је као дете који је добио нове клизаљке - није важно колико ће пута пасти, али научиће да клиже сјајно. Лекар је и воли своју професију. Хоби му је музика - сматра да човек песмом најлакше може да изрази своја осећања.
- Хулија (Катрин Кореја) -  симпатична девојка која не подноси правила, али обожава изазове. Има потребу да привлачи пажњу других, било то поздрављањем или једноставним осмехом. На живот гледа као на узбудљиво путовање и сматра да је сваки дан једна прича и да је пропао ако са собом не односе неки занимљив догађај. У љубави је попут набујале реке - да би задржала човека кога воли и одбранила осећања, спремна је да уништи све што јој се нађе на путу.
- Педро Армандо (Винстон Ваљениља) - лукав и вешт у послу, Педро Армандо је миран само када му је сваки потез до танчина испланиран. Међутим, ако нешто не иде по плану, лако се ражести и открива своју праву природу. Потпуно је зависан од мајке, која њиме манипулише, док се он понаша као размажено дериште. Ипак, спреман је да удовољи свим њеним хировима, а у односу са њом потпуно губи „своје ја“.
- Белхика (Хули Рестифо) - лепа и елегантна, али хладна жена која самом својом појавом уноси страх у кости и изазива готово грубу тишину. Воли да јој се други диве, прија јој подвлађивање. Током две деценије пажљиво је смишљала освету против човека који је уместо ње одабрао другу жену. Што је најгоре, у своје паклене планове уврстила је и синове Висентеа и Педра Арманда, којима је тровала душу током година.
- Теофило (Френклин Виркез) - најбогатији човек у селу. Одише невероватном харизмом, која му помаже да манипулише људима. Са друге стране, поседује праву мушку лепоту, али и јак карактер. Сви га обожавају и диве му се - када би се посветио политици, сигурно би победио на изборима, јер је врло способан и ауторитативан. Себе сматра правом звездом, свестан је да га људи воле, што користи до максимума. Ипак, изда маске идола крије се напаћени човек, кога мучи бол из прошлости.
- Бланка (Карлота Соса) - оличење је жртве, али вредна је и јака. Провела је више од две деценије са Теофилом, волела га и чекала да јој узврати истом мером. Презире Белхику из дна душе, а Терезу и Хулију је одгајила као своје кћерке. Обожава живот, а има способност да предвиди будуће догађаје, те да у пламену свеће „прочита“ начин за решавање проблема. Верује у свете духове и упозната је са појединим магијским ритуалима.
- Едмундо (Рикардо Бијанчи) - је човек који не верује у љубав. Сматра да је новац једна од најважнијих ствари на свету и да се њиме може све купити. Сувише је префињен за свет у којем се креће - носи скупу одећу, брендирани сат и користи парфеме које ретко ко себи муже да пришути. Мада је успешан у послу, због чега се посебно допада Теофилу, односи са људима му не иду баш најбоље. Када упозна Терезу научиће да вреднује осећања и упознаће снагу љубави.

## Улоге
| Глумац:             | Улога:                |
| ------------------- | --------------------- |
| Роксана Дијаз       | Тереза                |
| Карлос Монтиља      | Висенте               |
| Хуан Карлос Аларкон | Модесто               |
| Рикардо Бијанчи     | Едмундо Берисвеитиа   |
| Катрин Кореја       | Хулија Ларасабал      |
| Накарид Ескалона    | Елида                 |
| Гледис Ибара        | Тија Порсиа           |
| Алфонсо Медина      | Полонио               |
| Хули Рестифо        | Белхика Мићелена      |
| Карлота Соса        | Бланка                |
| Винстон Ваљениља    | Педро Армандо Реверон |
| Френклин Виркез     | Теофило Ларасабал     |